# Jimmy Ienner
Jimmy Ienner (nacido c. 1945) es un productor musical estadounidense, más conocido por producir álbumes para artistas como Bay City Rollers, The Raspberries y Three Dog Night.

## Biografía
Fue a la escuela secundaria de Stamford (Connecticut) y se graduó en 1963. Creció en la sección Cove de Stamford y mientras aún estaba en la escuela secundaria, Ienner formó y cantó con los Barons. Se trazaron con una melodía titulada "Pledge of a Fool" en la etiqueta Epic.
Ienner y su hermano Don Ienner fundaron la editorial C.A.M. U.S.A., que operó desde 1972 hasta 1977. C.A.M. U.S.A. era una compañía editorial, de gestión y producción que representaba a artistas como Three Dog Night, Grand Funk Railroad, Blood, Sweat & Tears, Air Supply, Raspberries y Eric Carmen. Los registros en los que estuvo involucrado Ienner suelen llevar su logotipo distintivo junto a su nombre: un par de labios muy sonrientes.
Jimmy Ienner es productor, asesor, editor y consultor. Fue el productor musical clave de la película de 1987 Dirty Dancing y coproductor ejecutivo de la banda sonora con Bob Feiden. La película fue filmada con canciones antiguas de la colección personal de Eleanor Bergstein, la escritora y productora de la película. Ienner obtuvo licencias para las canciones de su colección, eligió a otros artistas y también reclutó a la estrella Patrick Swayze para cantar "She's Like the Wind". Swayze había escrito la canción unos años antes con Stacy Widelitz, originalmente con la intención de que se usara la película de 1984 Grandview, EE. UU. con Jamie Lee Curtis y C. Thomas Howell. Ienner también fue productor ejecutivo del álbum de la banda sonora de Dirty Dancing con la música de la película. La popularidad de la película tomó por sorpresa a los productores, y el álbum tenía un millón de copias en espera antes de que se lanzara un sencillo. El álbum pasó 18 semanas en el número 1 en las listas de ventas de álbumes de Billboard 200 y fue platino once veces, vendiendo más de 39 millones de copias en todo el mundo. Dio lugar a un álbum de seguimiento en febrero de 1988, titulado More Dirty Dancing, que también fue multiplatino, vendiendo 32 millones de copias en todo el mundo. Ienner también trabajó en la música de Kiss y Pink Floyd.
Ha sido galardonado con 85 álbumes de oro y platino, varios premios Grammy y dos premios Oscar, incluido uno por la banda sonora de Dirty Dancing, que sigue siendo uno de los álbumes más vendidos de todos los tiempos. También trabajó en los álbumes de la banda sonora de The Big Chill, White Men Can’t Jump y Sister Act.
Ienner fue incluido en el Muro de la Fama de Stamford High School en 1998. Tiene un hijo, Jimmy Ienner Jr.